# Un homme pour la vie
Ne pas confondre avec Un homme pour la vie, téléfilm de Harry Winer, sorti en 2003
Un homme pour la vie (The Cowboy and the Movie Star) est un téléfilm américain réalisé par Mark Griffiths, sorti en 1998.

## Synopsis
Une actrice de cinéma, victime d'un accident de la route, est recueillie par un cowboy propriétaire d'un ranch. Elle tombe progressivement amoureuse de lui en partageant son quotidien.

## Fiche technique
- Titre original : The Cowboy and the Movie Star
- Titre français : Un homme pour la vie
- Réalisation : Mark Griffiths
- Scénario : Michael Petryni, Rob Gilmer
- Musique : Yuval Ron
- Pays d'origine :  États-Unis
- Durée : 100 minutes

## Distribution
- Perry King (VF : Bernard Woringer) : Cliff Brannan
- Sean Young (VF : Blanche Ravalec) : Mallory Byrnes (Sean Livingston en VO)
- Priscilla Barnes : Marlene Brighton
- David Groh : Adrian Friar
- Michael Chieffo : Cutter
- Steve Kanaly : Frank Dumas
- George Pilgrim : David
- Rochelle Swanson : Liz Brannan